# Sebastian Luft
Sebastian Luft (* 26. August 1969) ist Professor für theoretische Philosophie an der Universität Paderborn.

## Leben und Werke
Luft erhielt 1994 seinen Magister Artium an der Universität Heidelberg, gefolgt von einer Promotion (summa cum laude) im Jahr 1998 an der Universität Wuppertal. Im Jahr 2013 schloss er seine Habilitation an der Universität Würzburg ab.

## Veröffentlichungen (Auswahl)
- Phänomenologie der Phänomenologie. In: Phaenomenologica. 2002, ISSN 0079-1350, doi:10.1007/978-94-010-0493-0 (englisch, springer.com).

### Editorials
- Sebastian Luft: The Neo-Kantian Reader. 1. Auflage. Routledge, London 2015, ISBN 978-1-00-357248-0, doi:10.4324/9781003572480 (englisch, taylorfrancis.com).
- Sebastian Luft, Soren Overgaard (Hrsg.): The Routledge Companion to Phenomenology. 1. Auflage. Routledge, 2013, ISBN 978-1-136-72563-0, doi:10.4324/9780203816936 (englisch, taylorfrancis.com).